# Radeon
Radeon – marka procesorów graficznych wytwarzanych przez kanadyjską firmę ATI Technologies od roku 2000, przejęta przez amerykańską firmę AMD w lipcu 2006. Można je sklasyfikować na podstawie obsługiwanej wersji sterownika DirectX oraz na podstawie szybkości taktowania zegara pamięci i procesora oraz szerokości szyny danych między układem a pamięcią. Pierwowzorem układu Radeon był Tseng ET6300, do którego prawa firma ATI nabyła przejmując Tseng Labs w 1998, co umożliwiło skuteczną konkurencję z NVIDIA.

## Procesory graficzne
| Generacja | Wspomagane API                     | Wspomagane API | Opis |
| Generacja | DirectX                            | OpenGL         | Opis |
| --------- | ---------------------------------- | -------------- | --- |
| R100      | DirectX 7.0                        | OpenGL 1.3     | Pierwszy procesor graficzny od ATI w pełni kompatybilny z DirectX 7. Został wydany w 2000. R100 wprowadził technologie HyperZ, dzięki której renderował o 20% szybciej od GeForce 2, szeroką magistralę pamięci oraz dużą szybkość wypełniania pikseli i tekseli. Karty zbudowane w oparciu o ten procesor posiadały pamięć DDR w najwyższych modelach oraz SDR w słabszych. Ostatnim modelem z tej serii był Radeon 7500. |
| R200      | DirectX 8.1                        | OpenGL 1.4     | Druga generacja Radeonów. Architektura ta posiadała w pełni programowalne shadery w wersji 1.4. Procesory te były wydajniejsze od konkurencyjnych Geforce 3 do 15%. W skład tej linii wchodziły Radeony 8500-9250. |
| R300      | DirectX 9.0                        | OpenGL 2.0     | Wprowadzenie na rynek tych niezwykle udanych układów uczyniło z ATI jednego z liderów technologii na rynku procesorów graficznych. |
| R420      | DirectX 9.0b                       | OpenGL 2.0     | Jest to rdzeń R300 lekko zmodyfikowany. Poszerzono funkcjonalność Shader 2.0 tworząc Shader 2.0b (przy współpracy z Microsoftem, by wzajemnie dopasować kartę i directX 9.0.b do siebie). Na tę generację przypadają modele x700-x800. |
| R520      | DirectX 9.0c                       | OpenGL 2.0     | Radeon ten udostępnił pełne wsparcie dla Directx 9c i dla Shaderów 3.0. Wprowadzone w 2005, karty te cechowały się obsługą HDR i antyaliasingu naraz, wyższą wydajnością od GeForce’ów 7(o 10% średnio) przy nieco większym poborze energii od nich. Rdzeń ten zawierały karty x1300-x1950. |
| R600      | DirectX 10.0/ DirectX 10.1 (RV670) | OpenGL 3.0     | Pierwszy procesor graficzny od ATi wspierający DirectX 10 oraz DirectX 10.1 w serii HD3xxx. Seria ta posiada zunifikowane shadery i procesor video UVD, który odciąża CPU podczas oglądania wysokojakościowych filmów. |
| R700      | DirectX 10.1                       | OpenGL 3.0     | Następca serii HD3xxx. Chip RV770 był pierwszym współpracującymi z pamięciami GDDR5. Karty HD4850 oraz HD4870 z tej rodziny posiadają po 800 zunifikowanych jednostek cieniujących. Chip RV740 jest pierwszym na świecie układem graficznym wykonanym w technologii 40nm. |
| R800      | DirectX 11                         |                | Seria procesorów graficznych przygotowana do współpracy z bibliotekami DirectX 11. Nowe karty graficzne z serii HD 5000 powstają w technologii 40 nm. |

## Procesory graficzne – dane techniczne

### HD4xxx
| Nazwa rdzenia | Liczba tranzystorów | Proces technologiczny | Rozmiar rdzenia | Zunifikowane jednostki | Liczba potoków (RBE) | Szyna pamięci | Procesor graficzny | Wersja DirectX |
| ------------- | ------------------- | --------------------- | --------------- | ---------------------- | -------------------- | ------------- | ------------------ | -------------- |
| R700          | 2x956 mln           | 55 nm                 | 2x256 mm²       | 2x800                  | 2x16                 | 2x256 bit     | UVD 2              | 10.1           |
| RV770         | 956 mln             | 55 nm                 | 256 mm²         | 800                    | 16                   | 256 bit       | UVD 2              | 10.1           |
| RV740         | 826 mln             | 40 nm                 | 137 mm²         | 640                    | 16                   | 128 bit       | UVD 2              | 10.1           |
| RV730         | 514 mln             | 55 nm                 | 150 mm²         | 320                    | 8                    | 128 bit       | UVD 2              | 10.1           |
| RV710         | 242 mln             | 55 nm                 | 73 mm²          | 80                     | 4                    | 64 bit        | UVD 2.2            | 10.1           |

### HD3xxx
| Nazwa rdzenia | Liczba tranzystorów | Proces technologiczny | Rozmiar rdzenia | Zunifikowane jednostki | Liczba potoków (RBE) | Szyna pamięci | Procesor graficzny | Wersja DirectX |
| ------------- | ------------------- | --------------------- | --------------- | ---------------------- | -------------------- | ------------- | ------------------ | -------------- |
| R680          | 2x666 mln           | 55 nm                 | 2x192 mm²       | 2x320                  | 2x16                 | 2x256 bit     | UVD                | 10.1           |
| RV670         | 666 mln             | 55 nm                 | 192 mm²         | 320                    | 16                   | 256 bit       | UVD                | 10.1           |
| RV635         | 378 mln             | 55 nm                 | 120 mm²         | 120                    | 4                    | 128 bit       | UVD                | 10.1           |
| RV620         | 181 mln             | 55 nm                 | 70 mm²          | 40                     | 4                    | 64 bit        | UVD                | 10.1           |

### HD2xxx
| Nazwa rdzenia | Liczba tranzystorów | Proces technologiczny | Rozmiar rdzenia | Zunifikowane jednostki | Liczba potoków (RBE) | Szyna pamięci | Procesor graficzny | Wersja DirectX |
| ------------- | ------------------- | --------------------- | --------------- | ---------------------- | -------------------- | ------------- | ------------------ | -------------- |
| R600          | 700 mln             | 80 nm                 | 408 mm²         | 320                    | 16                   | 512 bit       | Avivo HD           | 10.0           |
| RV630         | 390 mln             | 65 nm                 | 153 mm²         | 120                    | 4                    | 128 bit       | UVD                | 10.0           |
| RV610         | 180 mln             | 65 nm                 | 82 mm²          | 40                     | 4                    | 64 bit        | UVD                | 10.0           |

### X1xxx
| Nazwa rdzenia | Liczba tranzystorów | Proces technologiczny | Rozmiar rdzenia | Liczba Pixel Shader | Liczba Vertex Shader | Liczba potoków (ROP) | Szyna pamięci | Procesor graficzny | Wersja DirectX |
| ------------- | ------------------- | --------------------- | --------------- | ------------------- | -------------------- | -------------------- | ------------- | ------------------ | -------------- |
| R580          | 384 mln             | 90 nm                 | 352 mm²         | 48                  | 8                    | 16                   | 256 bit       | Avivo              | 9.0c           |
| RV570         | 330 mln             | 80 nm                 | 230 mm²         | 36                  | 8                    | 12                   | 256 bit       | Avivo              | 9.0c           |
| RV535         | 180 mln             | 80 nm                 | 131 mm²         | 12                  | 5                    | 4                    | 128 bit       | Avivo              | 9.0c           |
| RV530         | 157 mln             | 90 nm                 | 150 mm²         | 12                  | 5                    | 4                    | 128 bit       | Avivo              | 9.0c           |
| R520          | 321 mln             | 90 nm                 | 288 mm²         | 16                  | 8                    | 16                   | 256 bit       | Avivo              | 9.0c           |
| RV516         | 107 mln             | 80 nm                 | 100 mm²         | 4                   | 2                    | 4                    | 128 bit       | Avivo              | 9.0c           |
| RV515         | 105 mln             | 90 nm                 | 100 mm²         | 4                   | 2                    | 4                    | 128 bit       | Avivo              | 9.0c           |

## Modele

### Zgodne z2D
- Mach 8
- Mach 32
- Mach 64

### Zgodne zDirectX3.0-6.0
| Nazwa          | Częstotliwość jądra | Częstotliwość pamięci | Rodzaj pamięci | Proces technologiczny | Pixel Shader | Vertex Shader |
| -------------- | ------------------- | --------------------- | -------------- | --------------------- | ------------ | ------------- |
| 3D Rage        | 40 MHz              | 40 MHz                | EDO 32 bit     | 500 nm                | 1            | 0             |
| Rage II        | 60 MHz              | 66 MHz                | SDR 64 bit     | 500 nm                | 1            | 0             |
| Rage Pro       | 75 MHz              | 100 MHz               | SDR 64 bit     | 350 nm                | 1            | 0             |
| Rage 128 VR    | 90 MHz              | 90 MHz                | SDR 64 bit     | 250 nm                | 2            | 0             |
| Rage 128 GL    | 103 MHz             | 103 MHz               | SDR 128 bit    | 250 nm                | 2            | 0             |
| Rage 128 Pro   | 125 MHz             | 143 MHz               | SDR 128 bit    | 250 nm                | 2            | 0             |
| Rage Fury MAXX | 125 MHz             | 143 MHz               | SDR 128 bit    | 250 nm                | 4            | 0             |

### Zgodne zDirectX7.0
- Radeon VE/7000
- Radeon LE
- Radeon 7200
- Radeon 7500

### Zgodne zDirectX8.0/8.1
| Nazwa       | Nazwa rdzenia | Częstotliwość jądra | Częstotliwość pamięci | Rodzaj pamięci | Proces technologiczny | Pixel Shader | Vertex Shader |
| ----------- | ------------- | ------------------- | --------------------- | -------------- | --------------------- | ------------ | ------------- |
| 8500        | R200          | 275 MHz             | 275 MHz               | DDR 128 bit    | 150 nm                | 4            | 2             |
| 8500 LE     | R200          | 250 MHz             | 250 MHz               | DDR 128 bit    | 150 nm                | 4            | 2             |
| 8500 XT     | R200          | 300 MHz             | 300 MHz               | DDR 128 bit    | 150 nm                | 4            | 2             |
| AIW 8500 DV | R200          | 230 MHz             | 190 MHz               | DDR 128 bit    | 150 nm                | 4            | 2             |
| AIW 8500    | R200          | 275 MHz             | 275 MHz               | DDR 128 bit    | 150 nm                | 4            | 2             |
| 9000        | RV250         | 250 MHz             | 200 MHz               | DDR 128 bit    | 150 nm                | 4            | 1             |
| 9000 PRO    | RV250         | 275 MHz             | 275 MHz               | DDR 128 bit    | 150 nm                | 4            | 1             |
| 9100        | R200          | 250 MHz             | 250 MHz               | DDR 128 bit    | 150 nm                | 4            | 2             |
| 9200        | RV280         | 250 MHz             | 200 MHz               | DDR 128 bit    | 150 nm                | 4            | 1             |
| 9200 LE     | RV280         | 250 MHz             | 200 MHz               | DDR 128 bit    | 150 nm                | 4            | 1             |
| 9200 SE     | RV280         | 200 MHz             | 166 MHz               | DDR 64 bit     | 150 nm                | 4            | 1             |
| 9250        | RV280         | 240 MHz             | 200 MHz               | DDR 128 bit    | 150 nm                | 4            | 1             |

### Zgodne zDirectX9.0a/9.0b

#### Rodzina 9xx0
| Nazwa    | Nazwa rdzenia | Częstotliwość jądra | Częstotliwość pamięci | Rodzaj pamięci  | Proces technologiczny | Pixel Shader | Vertex Shader |
| -------- | ------------- | ------------------- | --------------------- | --------------- | --------------------- | ------------ | ------------- |
| 9500     | R300          | 275 MHz             | 540 MHz               | DDR 128 bit     | 150 nm                | 4            | 4             |
| 9500 Pro | R300          | 275 MHz             | 540 MHz               | DDR 128 bit     | 150 nm                | 8            | 4             |
| 9550     | RV350         | 250 MHz             | 400 MHz               | DDR 128 bit     | 130 nm                | 4            | 2             |
| 9550 SE  | RV350         | 250 MHz             | 400 MHz               | DDR 64 bit      | 130 nm                | 4            | 2             |
| 9550 XT  | RV350/RV360   | 400 MHz             | 500 MHz               | DDR 128 bit     | 130 nm                | 4            | 2             |
| 9600     | RV350         | 325 MHz             | 400 MHz               | DDR 128 bit     | 130 nm                | 4            | 2             |
| 9600 SE  | RV350         | 325 MHz             | 200 MHz               | DDR 64 bit      | 130 nm                | 4            | 2             |
| 9600 Pro | RV350         | 400 MHz             | 600 MHz               | DDR 128 bit     | 130 nm                | 4            | 2             |
| 9600 XT  | RV360         | 500 MHz             | 600 MHz               | DDR 128 bit     | 130 nm                | 4            | 2             |
| 9700     | R300          | 275 MHz             | 540 MHz               | DDR 256 bit     | 150 nm                | 8            | 4             |
| 9700 Pro | R300          | 325 MHz             | 620 MHz               | DDR 256 bit     | 150 nm                | 8            | 4             |
| 9800     | R350          | 325 MHz             | 580 MHz               | DDR 256 bit     | 150 nm                | 8            | 4             |
| 9800 SE  | R350          | 380 MHz             | 680 MHz               | DDR 128/256 bit | 150 nm                | 4            | 4             |
| 9800 Pro | R350/360      | 380 MHz             | 680/700 MHz           | DDR 256 bit     | 150 nm                | 8            | 4             |
| 9800 XT  | R360          | 412 MHz             | 730 MHz               | DDR 256 bit     | 150 nm                | 8            | 4             |

#### Rodzina X
| Nazwa      | Nazwa rdzenia | Częstotliwość jądra | Częstotliwość pamięci | Rodzaj pamięci | Proces technologiczny | Pixel Shader | Vertex Shader |
| ---------- | ------------- | ------------------- | --------------------- | -------------- | --------------------- | ------------ | ------------- |
| X300 HM    | RV370         | 355 MHz             | 200 MHz               | DDR 64bit      | 110 nm                | 4            | 2             |
| X300       | RV370         | 325 MHz             | 200 MHz               | DDR 128 bit    | 110 nm                | 4            | 2             |
| X300 SE    | RV370         | 325 MHz             | 200 MHz               | DDR 64 bit     | 110 nm                | 4            | 2             |
| X550       | RV370         | 400 MHz             | 500 MHz               | DDR 128 bit    | 110 nm                | 4            | 2             |
| X600 Pro   | RV380         | 400 MHz             | 300 MHz               | DDR 128 bit    | 110 nm                | 4            | 2             |
| X600 XT    | RV380         | 500 MHz             | 380 MHz               | DDR 128 bit    | 110 nm                | 4            | 2             |
| X700       | RV410         | 400 MHz             | 300 MHz               | DDR 128 bit    | 110 nm                | 8            | 6             |
| X700 Pro   | RV410         | 435 MHz             | 432 MHz               | DDR 128 bit    | 110 nm                | 8            | 6             |
| X700 XT    | RV410         | 475 MHz             | 525 MHz               | GDDR3 128 bit  | 110 nm                | 8            | 6             |
| X800 SE    | R420          | 450 MHz             | 450 MHz               | DDR 256 bit    | 130 nm                | 8            | 6             |
| X800 GT    | R423 R480     | 392 MHz             | 700 MHz               | GDDR3 256 bit  | 110 nm                | 8            | 6             |
| X800       | R430          | 400 MHz             | 700 MHz               | GDDR3          | 130 nm                | 12           | 6             |
| X800 GTO   | R480          | 400 MHz             | 980 MHz               | GDDR3          | 130 nm                | 12           | 6             |
| X800 Pro   | R420          | 475 MHz             | 900 MHz               | GDDR3          | 130 nm                | 12           | 6             |
| X800 GTO2  | R480          | 400 MHz             | 980 MHz               | GDDR3          | 130 nm                | 12/16        | 6             |
| X800 XL    | R430          | 400 MHz             | 1000 MHz              | GDDR3          | 110 nm                | 16           | 6             |
| X800 XT    | R420 R423     | 500 MHz             | 1000 MHz              | GDDR3          | 130 nm                | 16           | 6             |
| X800 XT PE | R420 R423     | 520 MHz             | 1120 MHz              | GDDR3          | 130 nm                | 16           | 6             |
| X850 Pro   | R480          | 520 MHz             | 1080 MHz              | GDDR3          | 130 nm                | 12           | 6             |
| X850 XT    | R480          | 520 MHz             | 1080 MHz              | GDDR3          | 130 nm                | 16           | 6             |
| X850 XT PE | R480          | 540 MHz             | 1180 MHz              | GDDR3          | 130 nm                | 16           | 6             |

### Zgodne zDirectX9.0c
| Nazwa     | Nazwa rdzenia | Częstotliwość jądra | Częstotliwość pamięci | Rodzaj pamięci | Przepustowość pamięci | Proces technologiczny | Pixel/Vertex Shader | Teoretyczna wydajność |
| --------- | ------------- | ------------------- | --------------------- | -------------- | --------------------- | --------------------- | ------------------- | --------------------- |
| X1050     | RV370         | 400 MHz             | 300 MHz               | GDDR2          | 10,8 GB/s             | 110 nm                | 4/2                 | 3.2 GFLOPS            |
| X1300 LE  | RV515         | 450 MHz             | 500 MHz               | GDDR2          | 12,6 GB/s             | 90 nm                 | 4/2                 | 14 GFLOPS             |
| X1300 HM  | RV515         | 450 MHz             | 1000 MHz              | GDDR2          | 7,8 GB/s              | 90 nm                 | 4/2                 | 14 GFLOPS             |
| X1300 Pro | RV515         | 600 MHz             | 800 MHz               | GDDR2          | 6,2 GB/s              | 90 nm                 | 4/2                 | 19 GFLOPS             |
| X1300 XT  | RV535         | 500 MHz             | 800 MHz               | GDDR2          | 12,6 GB/s             | 80 nm                 | 12/5                | 48 GFLOPS             |
| 1600 Pro  | RV530         | 500 MHz             | 800 MHz               | GDDR2          | 12,6 GB/s             | 90 nm                 | 12/5                | 48 GFLOPS             |
| 1600 XT   | RV530         | 590 MHz             | 1380 MHz              | GDDR2          | 21,6 GB/s             | 90 nm                 | 12/5                | 57 GFLOPS             |
| X1650 Pro | RV535         | 600 MHz             | 1400 MHz              | GDDR2          | 21,9 GB/s             | 80 nm                 | 12/5                | 59 GFLOPS             |
| X1800 GTO | R520          | 500 MHz             | 1000 MHz              | GDDR3          | 31,2 GB/s             | 90 nm                 | 12/8                | 96 GFLOPS             |
| X1800 XL  | R520 XL       | 500 MHz             | 1000 MHz              | GDDR3          | 31,2 GB/s             | 90 nm                 | 16/8                | 128 GFLOPS            |
| X1800 XT  | R520          | 625 MHz             | 1500 MHz              | GDDR3          | 46,8 GB/s             | 90 nm                 | 16/8                | 160 GFLOPS            |
| X1900 XTX | R580          | 650 MHz             | 1550 MHz              | GDDR3          | 48,4 GB/s             | 90 nm                 | 48/8                | 250 GFLOPS            |
| X1900 XT  | R580          | 625 MHz             | 1450 MHz              | GDDR3          | 45,4 GB/s             | 90 nm                 | 48/8                | 240 GFLOPS            |
| X1900 GT  | R580          | 575 MHz             | 1200 MHz              | GDDR3          | 37,6 GB/s             | 90 nm                 | 36/8                | 166 GFLOPS            |
| X1950 GT  | R560          | 500MHz              | 1200 MHz              | GDDR3          | 37,6 GB/s             | 80 nm                 | 36/8                | 144 GFLOPS            |
| X1950 PRO | R570          | 600 MHz             | 1400 MHz              | GDDR3          | 43,2 GB/s             | 80 nm                 | 36/8                | 166 GFLOPS            |
| X1950 XTX | R580+         | 650 MHz             | 2000 MHz              | GDDR4          | 62,6 GB/s             | 80 nm                 | 48/8                | 250 GFLOPS            |

### Zgodne zDirectX10.0
| Nazwa       | Nazwa rdzenia | Częstotliwość jądra | Częstotliwość pamięci | Rodzaj pamięci | Przepustowość pamięci | Proces technologiczny | Zunifikowane jednostki | Teoretyczna wydajność |
| ----------- | ------------- | ------------------- | --------------------- | -------------- | --------------------- | --------------------- | ---------------------- | --------------------- |
| HD 2400 Pro | RV610         | 525 MHz             | 800 MHz               | DDR2           | 6,2 GB/s              | 65 nm                 | 40                     | 47 GFLOPS             |
| HD 2400 XT  | RV610         | 700 MHz             | 1600 MHz              | GDDR3          | 11 GB/s               | 65 nm                 | 40                     | 63 GFLOPS             |
| HD 2600 Pro | RV630         | 600 MHz             | 1000 MHz              | DDR2           | 15,6 GB/s             | 65 nm                 | 120                    | 144 GFLOPS            |
| HD 2600 XT  | RV630         | 800 MHz             | 1400 MHz              | GDDR4/GDDR3    | 34,4/25,6 GB/s        | 65 nm                 | 120                    | 192 GFLOPS            |
| HD 2900 GT  | R600 PRO      | 600 MHz             | 1600 MHz              | GDDR3          | 51 GB/s               | 80 nm                 | 240                    | 269 GFLOPS            |
| HD 2900 PRO | R600          | 600 MHz             | 1600 MHz              | GDDR3          | 100 GB/s              | 80 nm                 | 320                    | 384 GFLOPS            |
| HD 2900 XT  | R600          | 750 MHz             | 1650 MHz              | GDDR3          | 103,2 GB/s            | 80 nm                 | 320                    | 475 GFLOPS            |

### Zgodne zDirectX10.1

#### Rodzina HD 3xxx
| Nazwa      | Nazwa rdzenia | Częstotliwość jądra | Częstotliwość pamięci | Rodzaj pamięci | Przepustowość pamięci | Proces technologiczny | Zunifikowane jednostki | Teoretyczna wydajność |
| ---------- | ------------- | ------------------- | --------------------- | -------------- | --------------------- | --------------------- | ---------------------- | --------------------- |
| HD 3450    | RV620         | 600 MHz             | 1000 MHz              | GDDR2          | 7,8 GB/s              | 55 nm                 | 40                     | 54 GFLOPS             |
| HD 3470    | RV620         | 800 MHz             | 1900 MHz              | GDDR3          | 14,8 GB/s             | 55 nm                 | 40                     | 72 GFLOPS             |
| HD 3650    | RV635         | 600/750 MHz         | 1600 MHz              | GDDR3          | 25 GB/s               | 55 nm                 | 120                    | 174 GFLOPS            |
| HD 3670    | RV635         | 800 MHz             | 2000 MHz              | GDDR3          | 31,2 GB/s             | 55 nm                 | 120                    | 216 GFLOPS            |
| HD 3850    | RV670         | 675 MHz             | 1660 MHz              | GDDR3          | 51,6 GB/s             | 55 nm                 | 320                    | 429 GFLOPS            |
| HD 3850 X2 | RV670 (x2)    | 675 MHz             | 1660 MHz              | GDDR3          | 51,6 GB/s             | 55 nm                 | 640                    | 858 GFLOPS            |
| HD 3870    | RV670 XT      | 775 MHz             | 1890/2250 MHz         | GDDR3/GDDR4    | 60,5/72,6 GB/s        | 55 nm                 | 320                    | 499 GFLOPS            |
| HD 3870 X2 | RV680 (x2)    | 775 MHz             | 1800 MHz              | GDDR3          | 57,6 GB/s             | 55 nm                 | 640                    | 1056 GFLOPS           |

#### Rodzina HD 4xxx
| Nazwa              | Nazwa rdzenia | Częstotliwość jądra | Częstotliwość pamięci | Rodzaj pamięci | Przepustowość pamięci | Proces technologiczny | Zunifikowane jednostki | Teoretyczna wydajność |
| ------------------ | ------------- | ------------------- | --------------------- | -------------- | --------------------- | --------------------- | ---------------------- | --------------------- |
| HD 4350            | RV710         | 600 MHz             | 1000 MHz              | GDDR2          | 8 GB/s                | 55 nm                 | 80                     | 96 GFLOPS             |
| HD 4550            | RV710         | 600 MHz             | 1600 MHz              | GDDR3          | 12,8 GB/s             | 55 nm                 | 80                     | 96 GFLOPS             |
| HD 4650            | RV730 Pro     | 600 MHz             | 1000 MHz              | GDDR2          | 15,6 GB/s             | 55 nm                 | 320                    | 384 GFLOPS            |
| HD 4650            | RV730 Pro     | 700 MHz             | 1800 MHz              | GDDR3          | 28,8 GB/s             | 55 nm                 | 320                    | 450 GFLOPS            |
| HD 4670            | RV730 XT      | 750 MHz             | 2000 MHz              | GDDR3          | 31,2 GB/s             | 55 nm                 | 320                    | 480 GFLOPS            |
| HD 4770            | RV740         | 750 MHz             | 3200 MHz              | GDDR5          | 51,2 GB/s             | 40 nm                 | 640                    | 960 GFLOPS            |
| HD 4830            | RV770 LE      | 575 MHz             | 1800 MHz              | GDDR3          | 57,6 GB/s             | 55 nm                 | 640                    | 740 GFLOPS            |
| HD 4850            | RV770 Pro     | 625 MHz             | 2000 MHz              | GDDR3/GDDR5    | 63,5/112,3 GB/s       | 55 nm                 | 800                    | 1000/1070 GFLOPS      |
| HD 4850 X2         | RV770 Pro     | 625 MHz             | 2000 MHz              | GDDR3          | 128 GB/s              | 55 nm                 | 1600                   | 2000 GFLOPS           |
| HD 4870            | RV770 XT      | 750 MHz             | 3600 MHz              | GDDR5          | 115,2 GB/s            | 55 nm                 | 800                    | 1260 GFLOPS           |
| HD 4890            | RV790         | 850 MHz             | 3900 MHz              | GDDR5          | 122 GB/s              | 55 nm                 | 800                    | 1360 GFLOPS           |
| HD 4870 X2         | RV770 XT      | 750 MHz             | 3600 MHz              | GDDR5          | 230 GB/s              | 55 nm                 | 1600                   | 2400 GFLOPS           |
| HD 4870 X2 Rampage | RV770 XT      | 790 MHz             | 3800 MHz              | GDDR5          | 250 GB/s              | 55 nm                 | 1600                   | 2400 GFLOPS           |

### Zgodne zDirectX11

#### Rodzina HD 5xxx
| Nazwa   | Nazwa rdzenia | Częstotliwość jądra | Częstotliwość pamięci | Rodzaj pamięci | Przepustowość pamięci | Proces technologiczny | Zunifikowane jednostki | Teoretyczna wydajność |
| ------- | ------------- | ------------------- | --------------------- | -------------- | --------------------- | --------------------- | ---------------------- | --------------------- |
| HD 5450 | Cedar         | 650 MHz             | 1600 MHz              | GDDR3          | 14,4 GB/s             | 40 nm                 | 80                     | 104 GFLOPS            |
| HD 5570 | Redwood       | 650 MHz             | 1800 MHz              | GDDR3          | 28,8 GB/s             | 40 nm                 | 400                    | 520 GFLOPS            |
| HD 5670 | Redwood       | 775 MHz             | 4000 MHz              | GDDR5          | 64,0 GB/s             | 40 nm                 | 400                    | 620 GFLOPS            |
| HD 5750 | Juniper LE    | 700 MHz             | 4600 MHz              | GDDR5          | 73,6 GB/s             | 40 nm                 | 720                    | 1008 GFLOPS           |
| HD 5770 | Juniper XT    | 850 MHz             | 4800 MHz              | GDDR5          | 76,8 GB/s             | 40 nm                 | 800                    | 1360 GFLOPS           |
| HD 5830 | Cypress LE    | 800 MHz             | 4000 MHz              | GDDR5          | 128 GB/s              | 40 nm                 | 1120                   | 1790 GFLOPS           |
| HD 5850 | Cypress Pro   | 725 MHz             | 4000 MHz              | GDDR5          | 128 GB/s              | 40 nm                 | 1440                   | 2090 GFLOPS           |
| HD 5870 | Cypress XT    | 850 MHz             | 4800 MHz              | GDDR5          | 153,6 GB/s            | 40 nm                 | 1600                   | 2720 GFLOPS           |
| HD 5970 | Hemlock XT    | 725 MHz             | 4000 MHz              | GDDR5          | 256 GB/s              | 40 nm                 | 3200                   | 4640 GFLOPS           |

#### Rodzina HD 6xxx
| Nazwa   | Nazwa rdzenia   | Częstotliwość jądra | Częstotliwość pamięci | Rodzaj pamięci | Przepustowość pamięci | Proces technologiczny | Zunifikowane jednostki | Teoretyczna wydajność |
| ------- | --------------- | ------------------- | --------------------- | -------------- | --------------------- | --------------------- | ---------------------- | --------------------- |
| HD 6450 | Caicos          | 625–750 MHz         | 1600–3600 MHz         | GDDR3/GDDR5    | 11,9/26,8 GB/s        | 40 nm                 | 160                    | 200-240 GFLOPS        |
| HD 6570 | Turks Pro       | 650 MHz             | 1800–4000 MHz         | GDDR3/GDDR5    | 26,8/59,6 GB/s        | 40 nm                 | 480                    | 624 GFLOPS            |
| HD 6670 | Turks XT        | 800 MHz             | 800–1000 MHz          | GDDR3/GDDR5    | 25,6/59,6 GB/s        | 40 nm                 | 480                    | 768 GFLOPS            |
| HD 6750 | Juniper Pro     | 700 MHz             | 1150 MHz              | GDDR5          | 73,6 GB/s             | 40 nm                 | 720                    | 1008 GFLOPS           |
| HD 6790 | Barts LE        | 840 MHz             | 4200 MHz              | GDDR5          | 134,4 GB/s            | 40 nm                 | 800                    | 1340 GFLOPS           |
| HD 6850 | Barts Pro       | 775 MHz             | 4000 MHz              | GDDR5          | 128 GB/s              | 40 nm                 | 960                    | 1488 GFLOPS           |
| HD 6870 | Bart XT/Cypress | 930/900 MHz         | 4200 MHz              | GDDR5          | 134,4 GB/s            | 40 nm                 | 1120/1600              | 2083/2880 GFLOPS      |
| HD 6950 | Cayman Pro      | 800 MHz             | 5000 MHz              | GDDR5          | 156,4 GB/s            | 40 nm                 | 1408                   | 2253 GFLOPS           |
| HD 6970 | Cayman XT       | 880 MHz             | 5500 MHz              | GDDR5          | 172 GB/s              | 40 nm                 | 1536                   | 2703 GFLOPS           |
| HD 6990 | Antilles        | 830 MHz             | 5000 MHz              | GDDR5          | 320 GB/s              | 40 nm                 | 3072                   | 5100 GFLOPS           |

### Zgodne zDirectX12.0

#### Rodzina HD 7xxx
| Nazwa       | Nazwa rdzenia  | Częstotliwość jądra       | Częstotliwość pamięci | Rodzaj pamięci | Przepustowość pamięci | Proces technologiczny | Zunifikowane jednostki | Teoretyczna wydajność |
| ----------- | -------------- | ------------------------- | --------------------- | -------------- | --------------------- | --------------------- | ---------------------- | --------------------- |
| HD 7750     | Cape Verde Pro | 800 MHz                   | 1125 MHz              | GDDR5          | 72 GB/s               | 28 nm                 | 512                    | 819 GFLOPS            |
| HD 7770     | Cape Verde XT  | 1000 MHz                  | 1125 MHz              | GDDR5          | 72 GB/s               | 28 nm                 | 640                    | 1280 GFLOPS           |
| HD 7790     | Bonaire        | 1000 MHz                  | 1500 MHz              | GDDR5          | 96 GB/s               | 28 nm                 | 896                    | 1790 GFLOPS           |
| HD 7850     | Pitcairn Pro   | 860 MHz                   | 1200 MHz              | GDDR5          | 153,6 GB/s            | 28 nm                 | 1024                   | 1761 GFLOPS           |
| HD 7870     | Pitcairn XT    | 1000 MHz                  | 1200 MHz              | GDDR5          | 153,6 GB/s            | 28 nm                 | 1280                   | 2560 GFLOPS           |
| HD 7870 XT  | Tahiti LE      | 925MHz                    | 1500 MHz              | GDDR5          | 192 GB/s              | 28 nm                 | 1536                   | 2842 GFLOPS           |
| HD 7950     | Tahiti Pro     | 800 MHz                   | 1250 MHz              | GDDR5          | 240 GB/s              | 28 nm                 | 1792                   | 2867 GFLOPS           |
| HD 7970     | Tahiti XT      | 925 MHz                   | 1375 MHz              | GDDR5          | 264 GB/s              | 28 nm                 | 2048                   | 3789 GFLOPS           |
| HD 7970 GHZ | Tahiti XT2     | 1000 MHz/(1050 MHz Boost) | 1500 MHz              | GDDR5          | 281 GB/s              | 28 nm                 | 2048                   | 4294 GFLOPS           |
| HD 7990     | Malta          | 950 MHz/(1000 MHz Boost)  | 1500 MHz              | GDDR5          | 288x2 GB/s            | 28 nm                 | 4096                   | 8200 GFLOPS           |

#### Rodzina Rx 2xx
| Nazwa    | Nazwa rdzenia  | Częstotliwość jądra | Częstotliwość pamięci | Rodzaj pamięci | Przepustowość pamięci | Proces technologiczny | Zunifikowane jednostki | Teoretyczna wydajność |
| -------- | -------------- | ------------------- | --------------------- | -------------- | --------------------- | --------------------- | ---------------------- | --------------------- |
| R5 230   | Caicos         | 625 MHz             | 1066 MHz              | DDR3           | 8.53 GB/s             | 28nm                  | 160                    | 200 GFLOPS            |
| R7 240   | Oland PRO      | 780 MHz             | 1125 MHz              | DDR3/GDDR5     | 28,8/72 GB/s          | 28nm                  | 320                    | 467.2GFLOPS           |
| R7 250   | Oland XT       | 1000 MHz            | 1150 MHz              | GDDR5          | 73,6 GB/s             | 28 nm                 | 384                    | 806.4 GFLOPS          |
| R7 250X  | Cape Verde XT  | 1000 MHz            | 1125 MHz              | GDDR5          | 72 GB/s               | 28 nm                 | 640                    | 1280 GFLOPS           |
| R7 260   | Bonaire        | 1000 MHz            | 1500 MHz              | GDDR5          | 96 GB/s               | 28 nm                 | 768                    | 1536 GFLOPS           |
| R7 260X  | Bonaire XTX    | 1000 MHz            | 1625 MHz              | GDDR5          | 104 GB/s              | 28 nm                 | 896                    | 1971.2 GFLOPS         |
| R7 265   | Pitcairn Pro   | 925 MHz             | 1400 MHz              | GDDR5          | 179 GB/s              | 28 nm                 | 1024                   | 1894.4 GFLOPS         |
| R9 270   | Curacao PRO    | 900 MHz             | 1400 MHz              | GDDR5          | 179,2 GB/s            | 28 nm                 | 1280                   | 2304 GFLOPS           |
| R9 270X  | Curacao XT     | 1000 MHz            | 1400 MHz              | GDDR5          | 179,2 GB/s            | 28 nm                 | 1280                   | 2560 GFLOPS           |
| R9 280   | Tahiti PRO     | 850 MHz             | 1250 MHz              | GDDR5          | 240 GB/s              | 28 nm                 | 1792                   | 3046.4 GFLOPS         |
| R9 280X  | Tahiti XTL     | 850 MHz             | 1500 MHz              | GDDR5          | 288 GB/s              | 28 nm                 | 2048                   | 4096 GFLOPS           |
| R9 285   | Tonga PRO      | 918 MHz             | 1375 MHz              | GDDR5          | 176 GB/s              | 28 nm                 | 1792                   | 3290 GFLOPS           |
| R9 290   | Hawaii PRO     | 947 MHz             | 1250 MHz              | GDDR5          | 320 GB/s              | 28 nm                 | 2560                   | 4848.64 GFLOPS        |
| R9 290X  | Hawaii XT      | 1000 MHz            | 1250 MHz              | GDDR5          | 320 GB/s              | 28 nm                 | 2816                   | 5632 GFLOPS           |
| R9 295x2 | Hawaii XT (x2) | 1018 MHz            | 1250 MHz              | GDDR5          | 640 GB/s              | 28 nm                 | 5632                   | 11500 GFLOPS          |

#### Rodzina Rx 3xx
| Nazwa     | Nazwa rdzenia | Częstotliwość jądra | Częstotliwość pamięci | Rodzaj pamięci | Przepustowość pamięci | Proces technologiczny | Zunifikowane jednostki | Teoretyczna wydajność |
| --------- | ------------- | ------------------- | --------------------- | -------------- | --------------------- | --------------------- | ---------------------- | --------------------- |
| R7 360    | Bonaire       | 1050 MHz            | 1625 MHz              | GDDR5          | 104 GB/s              | 28 nm                 | 768                    | 1613 GFLOPS           |
| R7 370    | Pitcairn Pro  | 975 MHz             | 1400 MHz              | GDDR5          | 179,2 GB/s            | 28 nm                 | 1024                   | 1997 GFLOPS           |
| R9 380    | Tonga PRO     | 970 MHz             | 1450 MHz              | GDDR5          | 182,4 GB/s            | 28 nm                 | 1792                   | 3476 GFLOPS           |
| R9 380X   | Antigua XT    | 970 Mhz             | 1425 Mhz              | GDDR5          | 182,4 GB/s            | 28 nm                 | 2048                   | 3973,1 GFLOPS         |
| R9 390    | Hawaii PRO    | 1000 MHz            | 1500 MHz              | GDDR5          | 384 GB/s              | 28 nm                 | 2560                   | 5120 GFLOPS           |
| R9 390X   | Hawaii XT     | 1050 MHz            | 1500 MHz              | GDDR5          | 384 GB/s              | 28 nm                 | 2816                   | 5914 GFLOPS           |
| R9 Fury   | Fiji PRO      | 1000 MHz            | 500 MHz               | HBM            | 512 GB/s              | 28 nm                 | 3584                   | 7168 GFLOPS           |
| R9 Nano   | Fiji XT       | 1000 MHz            | 500 MHz               | HBM            | 512 GB/s              | 28 nm                 | 4096                   | 8192 GFLOPS           |
| R9 Fury X | Fiji XT       | 1050 MHz            | 500 MHz               | HBM            | 512 GB/s              | 28 nm                 | 4096                   | 8602 GFLOPS           |
| Pro Duo   | 2xFiji XT     | 1050 MHz            | 500 MHz               | HBM            | 512 GB/s              | 28 nm                 | 2×4096                 | 16380 GFLOPS          |

#### Rodzina Rx 4xx
| Nazwa  | Nazwa rdzenia | Częstotliwość jądra | Częstotliwość pamięci | Rodzaj pamięci | Przepustowość pamięci | Proces technologiczny | Zunifikowane jednostki | Teoretyczna wydajność |
| ------ | ------------- | ------------------- | --------------------- | -------------- | --------------------- | --------------------- | ---------------------- | --------------------- |
| RX 460 | Polaris 11    | 1200 MHz            | 1750 MHz              | GDDR5          | 112 GB/s              | 14 nm                 | 896                    | 2200 GFLOPS           |
| RX 470 | Polaris 10    | 1206 MHz            | 1650 MHz              | GDDR5          | 211 GB/s              | 14 nm                 | 2048                   | 4900 GFLOPS           |
| RX 480 | Polaris 10    | 1266 MHz            | 1750 MHz              | GDDR5          | 256 GB/s              | 14 nm                 | 2304                   | 5800 GFLOPS           |

#### Rodzina Rx 5xx
| Nazwa      | Nazwa rdzenia | Częstotliwość jądra | Częstotliwość pamięci | Rodzaj pamięci | Przepustowość pamięci | Proces technologiczny | Zunifikowane jednostki | Teoretyczna wydajność |
| ---------- | ------------- | ------------------- | --------------------- | -------------- | --------------------- | --------------------- | ---------------------- | --------------------- |
| 520        | Oland PRO     | 1030 MHz            | 1125 MHz              | GDDR5 64 bit   | 48 GB/s               | 28 nm                 | 320                    | 660 GFLOPS            |
| 530        | Oland XT      | 1024 MHz            | 1125 MHz              | GDDR5 64bit    | 48 GB/s               | 28 nm                 | 384                    | 800 GFLOPS            |
| RX 540     | Polaris 12    | 1219 MHz            | 1500 MHz              | GDDR5 128bit   | 96 GB/s               | 14 nm                 | 512                    | 1200 GFLOPS           |
| RX 550     | Polaris 12    | 1183 MHz            | 1750 MHz              | GDDR5 128 bit  | 112 GB/s              | 14 nm                 | 512                    | 1200 GFLOPS           |
| RX 560     | Polaris 21    | 1275 MHz            | 1750 MHz              | GDDR5 128bit   | 112 GB/s              | 14 nm                 | 1024                   | 2600 GFLOPS           |
| RX 570     | Polaris 20 XL | 1244 MHz            | 1750 MHz              | GDDR5 256 bit  | 224 GB/s              | 14 nm                 | 2048                   | 5100 GFLOPS           |
| RX 580     | Polaris 20    | 1340 MHz            | 2000 MHz              | GDDR5 256 bit  | 256 GB/s              | 14 nm                 | 2304                   | 6200 GFLOPS           |
| RX 590     | Polaris 30    | 1545 MHz            | 2000 MHz              | GDDR5 256 bit  | 256 GB/s              | 12 nm                 | 2304                   | 7100 GFLOPS           |
| RX Vega 56 | Vega 10 XL    | 1471 MHz            | 800 MHz               | HBM2 2048 bit  | 409.6 GB/s            | 14 nm                 | 3584                   | 10544 GFLOPS          |
| RX Vega 64 | Vega 10 XT    | 1546 MHz            | 945 MHz               | HBM2 2048 bit  | 483.8 GB/s            | 14 nm                 | 4096                   | 12665 GFLOPS          |

## Producenci
Karty graficzne z układami Radeon produkowane są m.in. przez takie firmy jak:
- AMD
- Sapphire Technology
- Gigabyte Technology
- ASUS
- Palit
- PowerColor
- MSI
- XFX
- ATI Technologies